# Trey Anastasio
Pour les articles homonymes, voir Trey et Anastasio.
Trey Anastasio (né le 30 septembre 1964 à Fort Worth), est un guitariste, chanteur, auteur-compositeur américain et membre fondateur du groupe Phish.

## Biographie
Anastasio a été invité en guest star sur l'album True Love de Toots and the Maytals, qui a gagné le Grammy du meilleur album reggae en 2004, et qui inclut de nombreux musiciens notables dont Willie Nelson, Eric Clapton, Jeff Beck, Gwen Stefani / No Doubt, Ben Harper, Bonnie Raitt, Manu Chao, The Roots, Ryan Adams, Keith Richards, Toots Hibbert, Paul Douglas, Jackie Jackson, Ken Boothe, et The Skatalites. Anastasio a joué de la guitare pour la chanson qui s'appelle Sweet and Dandy.